# モザンビーク内戦
モザンビーク内戦（モザンビークないせん、ポルトガル語: Guerra Civil Moçambicana）は、1977年から1992年にモザンビーク包括和平協定が制定されるまで、ポルトガルから独立したモザンビーク人民共和国で起こっていた内戦。政権を握っていたFRELIMOと、ローデシアおよび南アフリカによって設立されたRENAMO（当初はMNR）による内戦が勃発した。

## 紛争勃発
1974年、イアン・スミス政権下のローデシア（ザンビアとジンバブエを合わせた地域の名称）の諜報機関によってMNRは支援・設立され、1975年のモザンビーク独立戦争終了後もMNRが攻撃を続けて「共産主義者対反共主義者」という黒人同士の紛争状態が勃発した。
独立戦争時からポルトガルに協力していたンダウ人など以外に白人のための傀儡という事情からMNRに参加する黒人たちは少なかったため、MNRは青少年たちを誘拐して兵士を増やすなど、不十分な大義のまま暴力によって黒人たちを屈服させる勢力となっていた。また、ローデシアがジンバブエとなり独立した後は隣国に共産主義国家が誕生することを恐れた南アフリカ共和国がMNRを支援するようになる。この頃からMNRはRENAMOと名前を変えてマラウイに拠点を持ち、政府に反発する市民の支持を得て拡大していった。

## 国際的な動き
FRELIMO側は南アフリカのアフリカ民族会議やソ連およびキューバから、RENAMO側は南アフリカ政府から武器を手に入れていた（どちらもAK47など共産圏製の銃器や兵器だったと言われている）。1984年にモザンビークと南アフリカの間でンコマチ協定にて不可侵条約が締結されてからは南アフリカ政府およびANC両方からの支援は打ち切られたと思われていたが、実際はどちらもそれぞれの勢力への支援を続けていた。

## 停戦
冷戦終結後、FRELIMO側はソビエト連邦の崩壊、RENAMO側はアパルトヘイト終焉によりそれぞれの支持勢力を失った。両者はヨーロッパ諸国の仲裁によって和平交渉を行うようになり、1992年10月にローマでモザンビーク包括和平協定が調印され、内戦は終結。RENAMOは政党として認められ、現在は50議席（協力する政党は40議席）を得てモザンビーク社会に定着している。その後も軍事的対立は続いたが水面下では和平交渉が続けられ、2019年8月1日に両者は改めて和平協定に調印し、内戦終結後も27年間続いた軍事的緊張は終わりを告げ、RENAMOの軍事部門は武装解除されることとなった。

## 難民問題
この内戦によって国民の3分の1が難民になり、隣国に避難したと言われている。

## 地雷問題
モザンビークはこのような内戦で多数の地雷が埋設され、現在最も地雷汚染の深刻な国だと言われている。
また、モザンビーク本国は1999年に地雷問題・対人地雷禁止条約（オタワ条約）に調印している。